# ローラー・コースター (ブルースバンド)
ローラー・コースター（英語: ROLLER COASTER）は日本のブルースバンド。1974年の結成以来、メンバーチェンジを経ながらも約50年に渡り活動を続けている。

## 来歴

### バンド結成
1974年、関西から東京に上京していた妹尾隆一郎(vo., hp.)と東京出身の山崎美樹(現・よしき、ds.)は、Weeping Harp and his Roller Coasterを結成。メンバーは妹尾と山崎に加え、川口允(g.)、生井邦彦(b.)という面々で、リトル・ウォルターの楽曲を中心にオーソドックスなシカゴ・ブルースのスタイルを突き詰めることを目指していた。
1977年、小出斉(g., vo.)加入。1984年に小町正明(b.)、1987年には早崎詩生(p.)が加入した。

### レコード・デビュー
1984年、デビュー作『That's Nothing New』をリリース。小出がエディ・テイラーを彷彿させるスタイルを披露。一方、吾妻光良はそれとは対照的なテキサス流のスウィング・ギターを聴かせている。
1986年、2枚目となる『Keep It Up』をリリース。小出を前面に出した作品となっている。小出、吾妻ともにギターは各々の個性を発揮したプレイを聴かせるが、「Every Night, Every Day」では新加入の小安田がスクイーズ・スタイルのオブリガードで絡む。
1990年、3枚目となる『Boogie Discounter』をリリース。吾妻にスポットを当てた作品になっている｡
1991年、4枚目となる『Something for Little Walter』をリリース。本作はメンバー全員がアイドルとして影響を受けたリトル・ウォルターと、そのバックバンド“ジュークス”（エイシズ）への敬愛の心を込めて制作されたもの。オープニングの「I Got To Find My Baby」から妹尾がフィーチャーされた。ちなみにこの頃はフロントマンを一人ずつフィーチャーするスタイルを取っており、2枚目は小出、3枚目は前述の通り吾妻をフィーチャーした。
1995年、5枚目となる『Keep On Going』をリリース。同年10月高円寺JIROKICHIでの演奏を収録したライヴ盤である。結成時からのメンバーである妹尾に加え、吾妻、小出の2名のギタリストを擁するラインアップによる強固な演奏が展開されている。

### 妹尾隆一郎の脱退
1998年、創設メンバーの妹尾が別の活動に専念することとなり脱退した。
結成25周年の1999年、6枚目となる『25th／ローラーコースター≦ちびコースター』をリリース。妹尾脱退後最新メンバーによる第1弾レコーディングとなった。この頃から小出、山崎、早崎の3人による小編成のちびコースターでも並行して活動するようになった。
2001年、ちびコースターによる7枚目『LIVE at the BOTTLE NECK CAFE』をリリース。仙台の今はなきボトル・ネック・カフェ終焉間際の最終ライヴ盤である（1999年10月1日）。
2002年、8枚目となる『Japan Impact』をリリース。冒頭からファンキーなタッチで全体的にほとんどライヴのノリな作品である。

### 結成30周年
2004年、バンド30周年を記念した9枚目となる『Boogity Boogity Boogity』をリリース。ファンキーな「She Belong to Me」やリズムに特色を出す「If l Get Lucky」を収録。
2006年、10枚目となる『How Bad Have You Got It?』をリリース。この作品から和田耕太郎(vo., hp.)が加入しバンドは第四期と称されるラインアップとなる。本作は、バンマスの山崎自らが「第四期の黄金時代」とする作品である。

### 小出斉の死去
2024年1月28日、長らくフロントを務めていた小出がすい臓がんのため死去。66歳。2024年2月現在、今後の活動方針については発表はされていないものの、吾妻光良、静沢真紀などゲスト・ギタリストを入れる形で残るメンバーによるライヴ活動は続いている。
2024年6月12日、小出斉追悼ライブ・「小出斉を送る会」が、高円寺ジロキチで開催された。山崎よしき、小町正明、早崎詩生のローラー・コースターのメンバーに加え、和田耕太郎、永田純、吾妻光良、小安田憲司といったかつてのメンバーも出演した。

## ディスコグラフィー
- 1984年『That's Nothing New』[9][10]
- 1986年『Keep It Up』[9][10]
- 1990年『Boogie Discounter』 (Vivid Sound)[9][10]
- 1991年『Something for Little Walter』(Vivid Sound)[9][10]
- 1995年『Keep On Going』(P-Vine)[9]
- 1999年『25th／ローラーコースター≦ちびコースター』(Southside)[9][11]
- 2001年『LIVE at the BOTTLE NECK CAFE』(Southside) ※ちびコースター[9][11]
- 2002年『Japan Impact』(Southside)[9]
- 2004年『Boogity Boogity Boogity』(Southside)[9][11]
- 2006年『How Bad Have You Got It?』(P-Vine)[9]
- 2024年『In Memory of Hitoshi Koide - ROLLER COASTER LIVE!』 (Chicago Planning)[12]